# جایزه بزرگ آرژانتین ۱۹۷۵
جایزه بزرگ آرژانتین ۱۹۷۵ (انگلیسی: ‎1975 Argentine Grand Prix‎) یک مسابقهٔ موتوری در رشتهٔ اتومبیل‌رانی فرمول یک بود که در تاریخ ۱۲ ژانویهٔ ۱۹۷۵ در پیست اتومبیل‌رانی شهرداری شهر بوئنوس آیرس واقع در بوئنوس آیرس، آرژانتین برگزار شد. این گراند پری در میان ۱۴ گراند پری در فصل ۱۹۷۵، مسابقهٔ شمارهٔ ۱ بود.
در این مسابقه که در ۵۳ دور و به مسافت ۳۱۶٫۳۱۵ کیلومتر (۱۹۶٫۵۴۹ مایل) برگزار شد، پول پوزیشن توسط ژان-پیر جاریه کسب شد و سریع‌ترین زمان برای طی یک دور پیست که برابر با ۱:۵۰٫۹۱ بود نیز توسط جیمز هانت به ثبت رسید.
امرسون فیتیپالدی از تیم مک‌لارن-فورد، جیمز هانت از تیم هسکث-فورد و کارلوس روتمان از تیم برابام-فورد به‌ترتیب مقام‌های اول تا سوم مسابقه را کسب کردند.

## رده‌بندی قهرمانی پس از مسابقه
| جایگاه | راننده           | امتیاز |
| ------ | ---------------- | ------ |
| ۱      | امرسون فیتیپالدی | ۹      |
| ۲      | جیمز هانت        | ۶      |
| ۳      | کارلوس روتمان    | ۴      |
| ۴      | کلی رگاتزونی     | ۳      |
| ۵      | پاتریک دیپلر     | ۲      |
| منبع:  |                  |        |

| جایگاه | سازنده      | امتیاز |
| ------ | ----------- | ------ |
| ۱      | مک‌لارن-فورد | ۹      |
| ۲      | هسکث-فورد   | ۶      |
| ۳      | برابام-فورد | ۴      |
| ۴      | فراری       | ۳      |
| ۵      | تایرل-فورد  | ۲      |
| منبع:  |             |        |

یادداشت
- تنها پنج جایگاه نخست از هر رده‌بندی نمایش داده شده‌است.